# 트봉크뭄주

트봉크뭄 주

트봉크뭄주(크메르어: ខេត្តត្បូងឃ្មុំ)는 캄보디아 동부에 위치한 주로 주도는 수옹이며 인구는 754,000명(2008년 기준), 면적은 4,928km2, 인구 밀도는 150명/km2이다. 2013년 12월 31일 노로돔 시하모니 국왕의 칙령에 따라 캄퐁참 주에서 분리되어 신설되었다. 서쪽으로는 캄퐁참 주, 북쪽으로는 크라티에 주, 남쪽으로는 프레이벵 주와 접하며 동쪽으로는 베트남과 국경을 접한다.

## 같이 보기
- 참파
- 캄퐁참주